# Classe Oyashio
Pour les articles homonymes, voir Oyashio (homonymie).
La classe Oyashio (おやしお型潜水艦, Oyashio-gata sensuikan) est une classe de sous-marins d'attaque conventionnels en service dans la marine japonaise depuis 1998. Elle compte 11 navires, mis en service entre 1994 et 2008.
Cette classe emprunte de nombreux éléments de la classe précédente, la classe Harushio. Elle s'en distingue par sa coque en cigare, imposée par l'intégration d'un sonar latéral.

## Caractéristiques
Le développement de la classe Oyashio a été marqué par l'intégration de deux technologies novatrices : un matériau absorbant les ondes sonores et un sonar à réseau latéral.
L'objectif principal de cette étude était l'introduction de deux équipements récemment développés: un matériau insonorisant sous-marin et un sonar latéral combiné avec un sonar remorqué. L'intégration du sonar latéral impose un changement de forme de la coque, qui doit être en cigare. Cette coque est moins efficace que celle en goutte d'eau, mais la différence n'est sensible qu'à haute vitesse, que les sous-marins conventionnels utilisent peu. Une autre contrainte liée à l'adoption du sonar latéral est la précision de la fixation du sonar : la coque doit alors être très rigide et une simple coque est alors préférable à une double coque.
Le moteur est dérivé du V12 de Kawasaki, le 12V25/25S, un moteur à quatre temps à grande vitesse utilisé sur la classe Harushio. La puissance du moteur et de la batterie ont été améliorés pour compenser la perte hydrodynamique liée à l'adoption d'une coque en cigare.
L'automatisation a été également poussée. Tout au long de la construction, des améliorations sont apparues, progressivement généralisées aux navires déjà en service : capture du CO2 par les amines, antenne déployable, etc.

## Historique

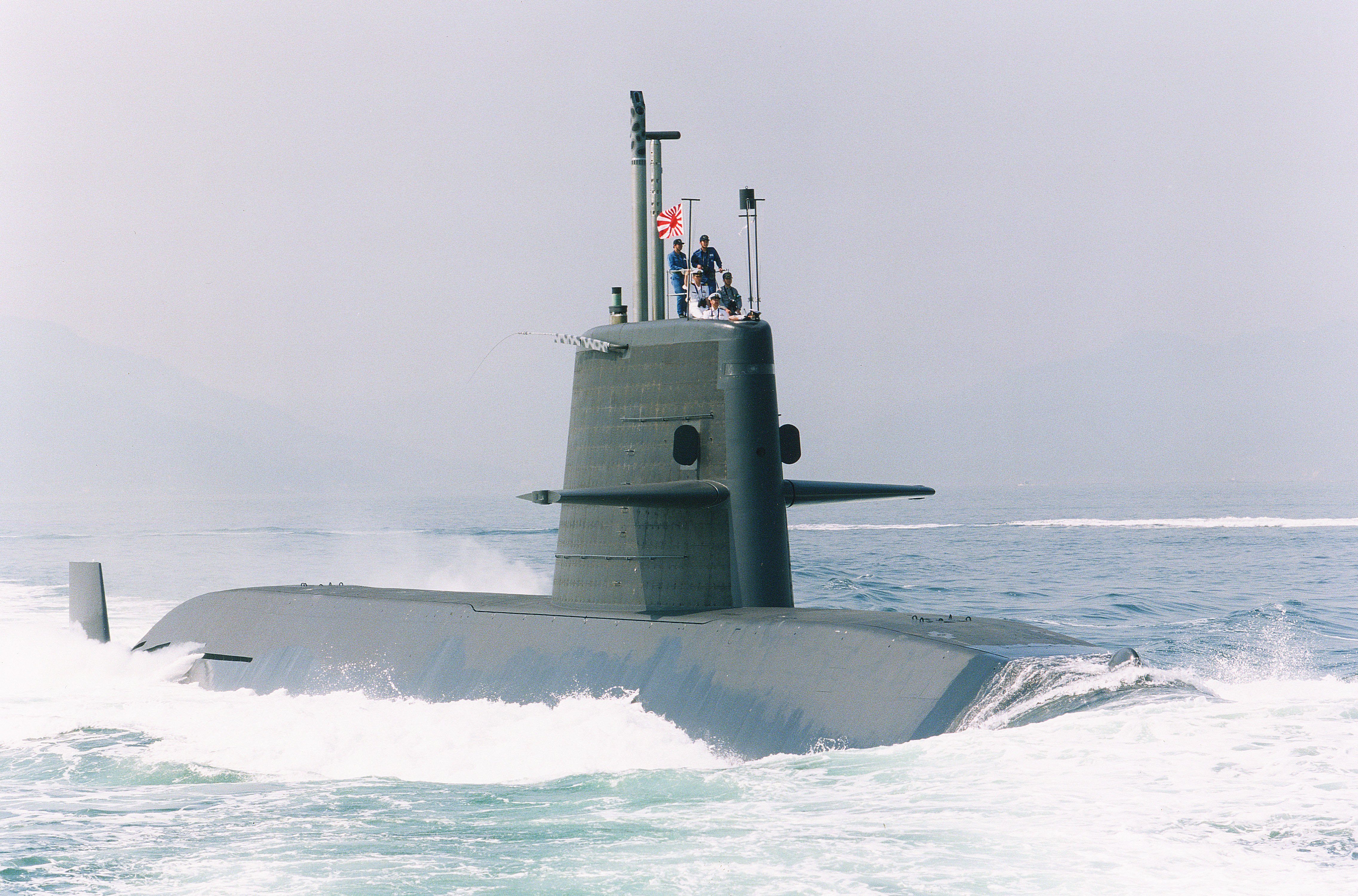
sous marin japonais de classe Oyashio

La complexité de la construction a allongé la durée de construction, qui est passée de 4 à 5 ans. Parallèlement, la programmation militaire de 2011 décidait de porter le nombre de sous-marins japonais de 18 (16 actifs + 2 d'entrainement) à 24 (22 actifs + 2 d'entrainement) bâtiments. Cet objectif est atteint en prolongeant la vie de 7 des sous-marins de la classe à 24 ans, alors que la classe précédente Harushio était prévue ne durer que 18 ans. 
Le 1er février 2018, le ministère de la Défense annonce que le plan d'extension de la durée de vie des sous-marins est achevé. Ceux-ci auraient atteint « presque le même niveau que la plus récente récente classe [Sōryū], tout en étendant leur durée de vie ».
Les deux premiers navires, Oyashio et Michishio, ont été convertis en sous-marins d'entrainement.

## Sous-marins de la Classe
| N° de projet | N° de construction | N° de fanion     | Nom                           | Mis en cale     | Lancement         | Mise en service | Chantier naval                          | Note                                                                |
| ------------ | ------------------ | ---------------- | ----------------------------- | --------------- | ----------------- | --------------- | --------------------------------------- | ------------------------------------------------------------------- |
| S130         | 8105               | SS-590/ TSS-3608 | Oyashio (SS-590) (おやしお)   | 26 janvier 1994 | 15 octobre 1996   | 16 mars 1998    | Kawasaki Shipbuilding Corporation, Kobe | Converti en sous-marin d'entraînement (TSS-3608) le 6 mars 2015     |
| S130         | 8106               | SS-591           | Michishio (SS-591) (みちしお) | 16 février 1995 | 18 septembre 1997 | 10 mars 1999    | Mitsubishi Heavy Industries, Kobe       | Converti en sous-marin d'entraînement (TSS-3609) le 27 février 2017 |
| S130         | 8107               | SS-592           | Uzushio (SS-592) (うずしお)   | 6 mars 1996     | 26 novembre 1998  | 9 mars 2000     | Kawasaki Shipbuilding Corporation, Kobe |                                                                     |
| S130         | 8108               | SS-593           | Makishio (SS-593) (まきしお)  | 26 mars 1997    | 22 septembre 1999 | 29 mars 2001    | Mitsubishi Heavy Industries, Kobe       |                                                                     |
| S130         | 8109               | SS-594           | Isoshio (SS-594) (いそしお)   | 9 mars 1998     | 27 novembre 2000  | 14 mars 2002    | Kawasaki Shipbuilding Corporation, Kobe |                                                                     |
| S130         | 8110               | SS-595           | Narushio (SS-595) (なるしお)  | 2 avril 1999    | 4 octobre 2001    | 3 mars 2003     | Mitsubishi Heavy Industries, Kobe       |                                                                     |
| S130         | 8111               | SS-596           | Kuroshio (SS-596) (くろしお)  | 27 mars 2000    | 23 octobre 2002   | 8 mars 2004     | Kawasaki Shipbuilding Corporation, Kobe |                                                                     |
| S130         | 8112               | SS-597           | Takashio (SS-597) (たかしお)  | 30 janvier 2001 | 1er octobre 2003  | 9 mars 2005     | Mitsubishi Heavy Industries, Kobe       |                                                                     |
| S130         | 8113               | SS-598           | Yaeshio (SS-598) (やえしお)   | 15 janvier 2002 | 4 novembre 2004   | 9 mars 2006     | Kawasaki Shipbuilding Corporation, Kobe |                                                                     |
| S130         | 8114               | SS-599           | Setoshio (SS-599) (せとしお)  | 23 janvier 2003 | 5 octobre 2005    | 28 février 2007 | Mitsubishi Heavy Industries, Kobe       |                                                                     |
| S130         | 8115               | SS-600           | Mochishio (SS-600) (もちしお) | 23 février 2004 | 6 novembre 2006   | 6 mars 2008     | Kawasaki Shipbuilding Corporation, Kobe |                                                                     |

## Galerie photo

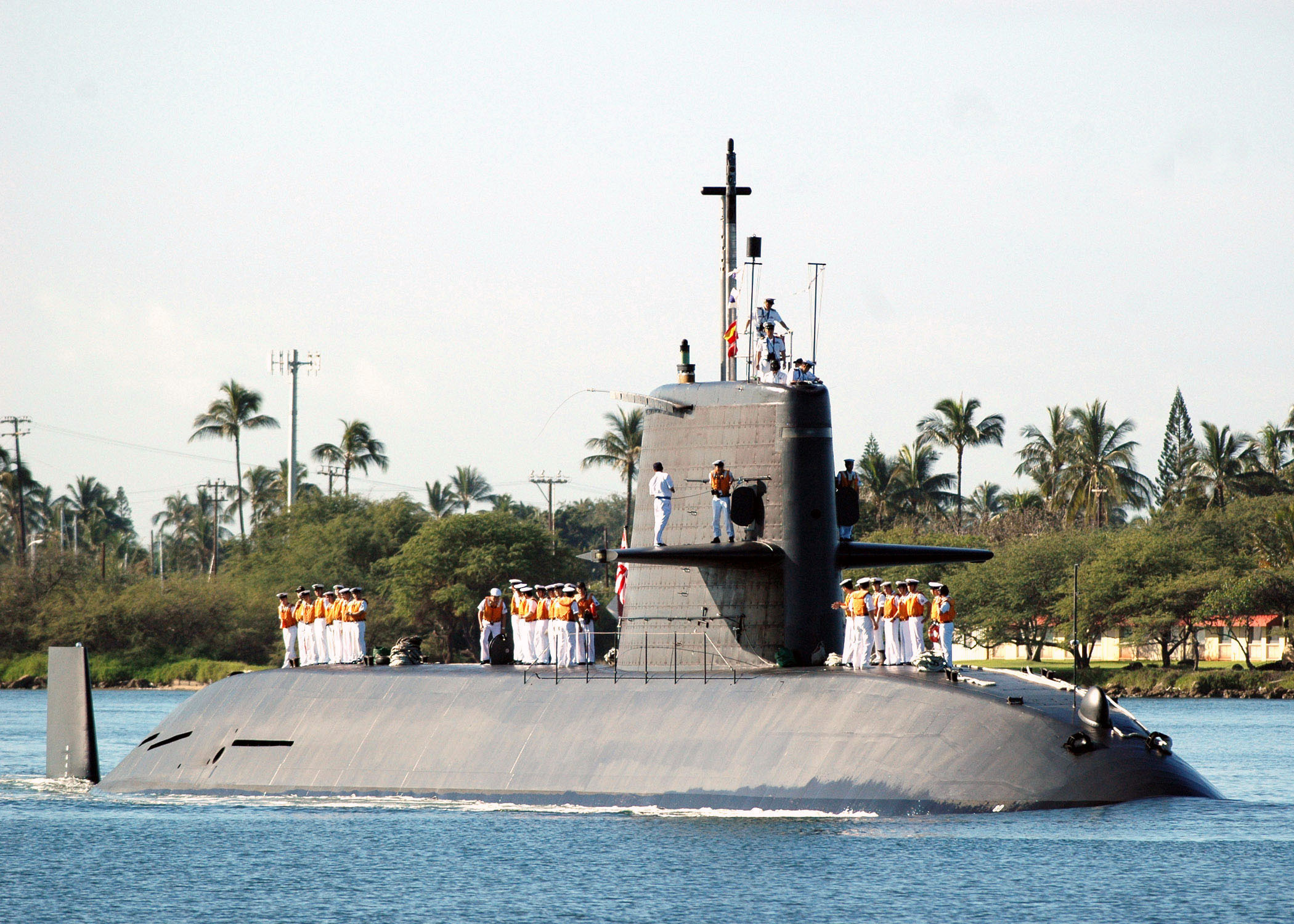
L'Oyashio à Pearl Harbor en 2006.
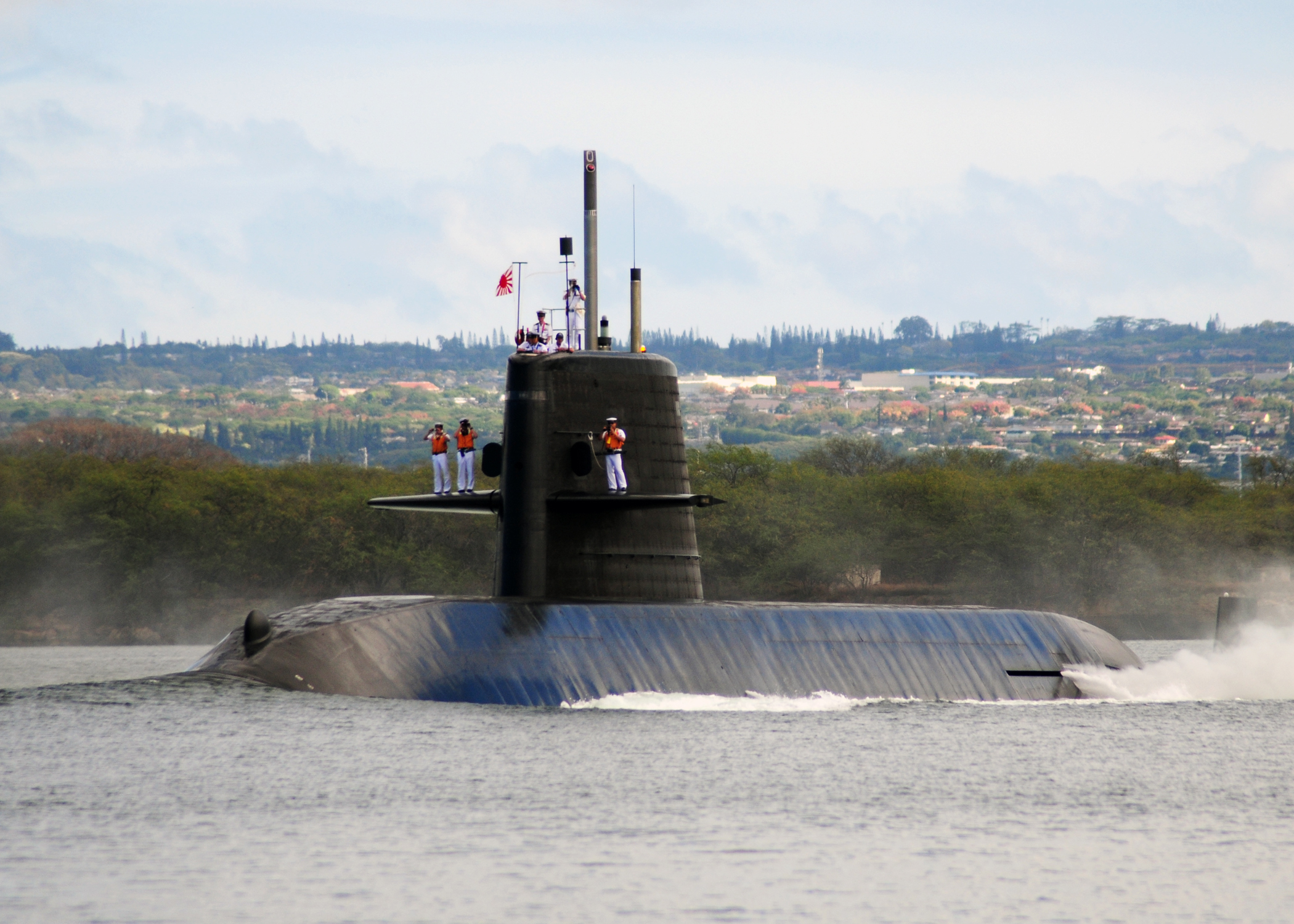
Le Mochisio quittant Pearl Harbor en 2010.
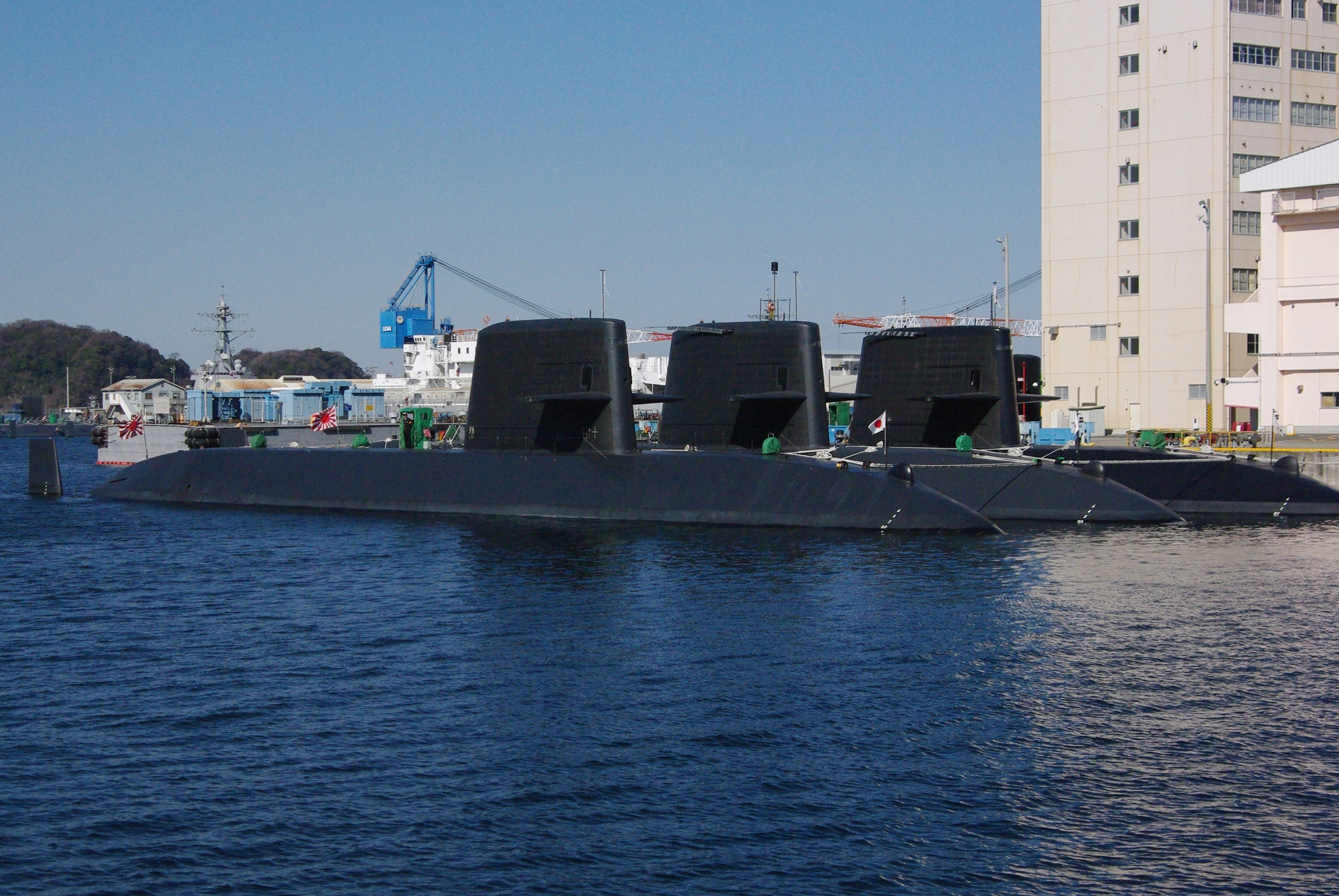
Trois sous-marins de la classe Oyashio  à quai à la base navale de Yokosuka en 2009.
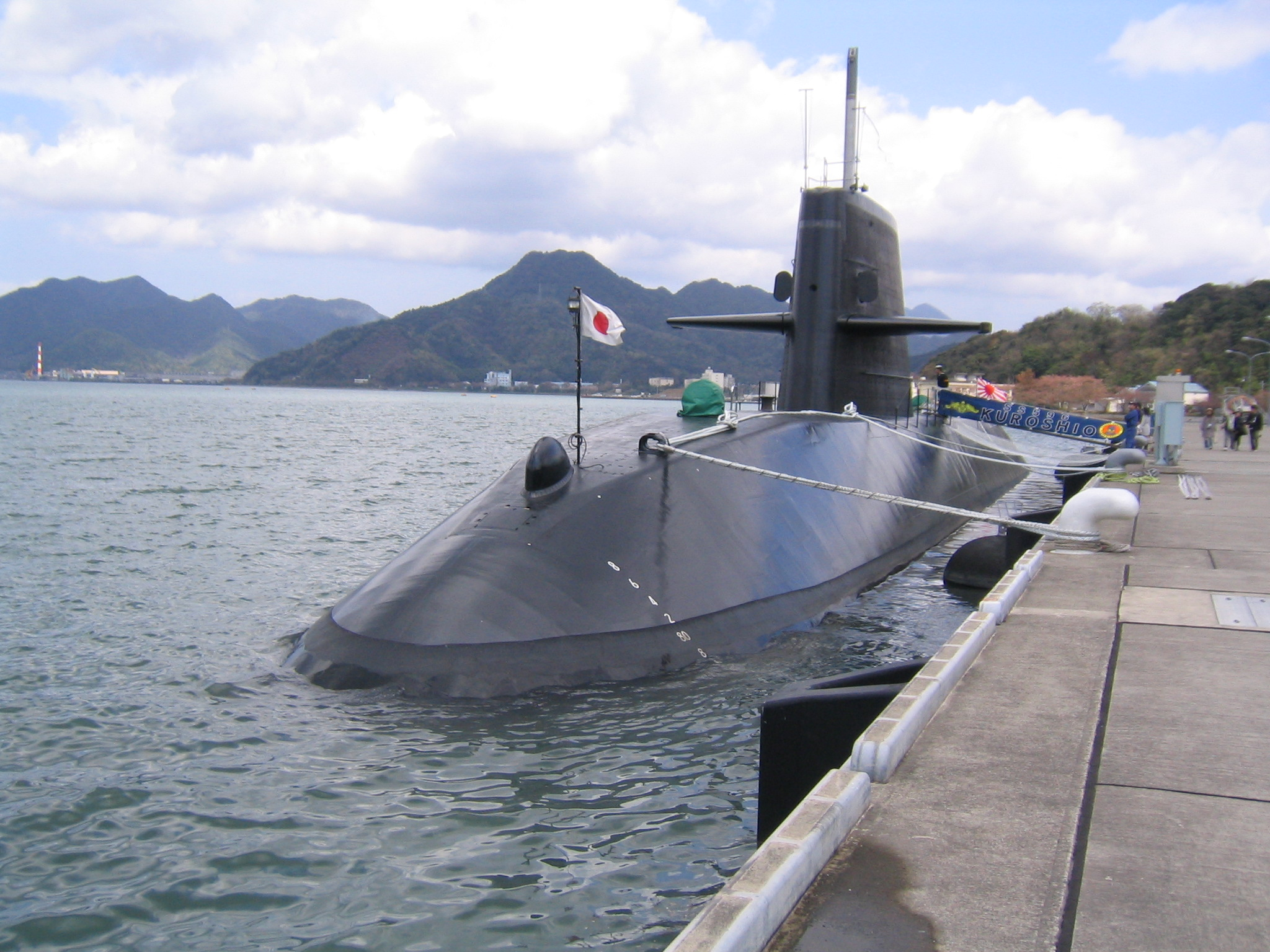
Le Kuroshio à quai à la base navale de Maizuru en 2010.